# Alsógagy
Alsógagy (vyslovováno [alšógaď], slovensky Nižný Gaď, Nižná Gaďa) je malá vesnička v Maďarsku v župě Borsod-Abaúj-Zemplén, spadající pod okres Encs. Nachází se asi 13 km severozápadně od Encse. V roce 2015 zde žilo 87 obyvatel, jež dle údajů z roku 2001 tvořili 87,5 % Maďaři a 12,5 % Romové.
Sousedními vesnicemi jsou Baktakék, Felsőgagy a Gagyapáti.